# دعوت از یک تیرانداز
دعوت از یک تیرانداز (به انگلیسی: Invitation to a Gunfighter) فیلمی وسترن به کارگردانی ریچارد ویلسون محصول سال ۱۹۶۴ با نقش آفرینی یول برینر است.

## داستان
مت ویور (جرج سگال) کهنه سرباز هم پیمان پس از جنگ داخلی به نیومکزیکو برمی گردد و متوجه می شود که مزرعه او توسط یک بانکدار بی پروا به نام بروستر ( پت هینگل ) فروخته شده است، در حالی که نامزد او، روث، ( جانیس رال ) ازدواج کرده است. مرد دیگری در حالی که در جنگ بود. غیبت ویور به بروستر اجازه داد تا ساکنان شهر را به سمت تعصبات متعصبانه، نژادپرستی و روش های فاسد خود سوق دهد تا بتواند کنترل مالی و اجباری شهر را به دست آورد. ویور که از قبل به خوبی می دانست بروستر چگونه است، با استفاده نادرست از زور، کنترل مزرعه خود را پس می گیرد. این منجر به مرگ شوهر زن و شوهر ساکن در مزرعه می شود که توسط بروستر که خودش آن را از راه های نامشروع به دست آورده بود به آنها فروخته شد.
ویور فقط از ساکنان مکزیکی شهر کمک می گیرد که همیشه روابط خوبی با او داشته اند. اگرچه در ظاهر، به نظر می رسد که شوهر روث و دیگر طرفداران اتحادیه در شهر نسبت به وفاداری ویور به شورشیان در طول جنگ نفرت دارند، اما در واقعیت، این تنها نمایانگر مشکلات اجتماعی و شخصی عمیق تر است که ساکنان سفیدپوست شهر را رنج می دهد. نژادپرستی و بی توجهی ذاتی به وظایف مدنی و انسجام اجتماعی با یکدیگر و ساکنان غیرسفیدپوست شهر، یعنی مکزیکی ها وجود دارد. این کنایه ریاکارانه از شهر منجر به احساسات بد بسیاری نسبت به ویور می شود. این به حدی است که شهر علیه او می چرخد و بروستر به دنبال استخدام یک تفنگچی برای خلاص شدن از شر ویور و چیزی است که او به عنوان شهر گناهکار و بی شرمانه منافقین طرفدار اتحادیه نشان می دهد. از طریق یک ورود غم انگیز، یک تیرانداز فرانسوی رنگین پوست به نام ژول گاسپارد دستن (یول برینر) تصمیم می گیرد پس از رسیدن کالسکه اش برای استراحت در شهر بماند و از دور متوجه روت جذاب می شود. ژول که بعداً به شهر جاهل می آموزد که چگونه نام خود را به زبان فرانسوی به درستی تلفظ کند، تفنگچی پولی را که بروستر فرستاده می ترساند و تصمیم می گیرد کار کشتن ویور را به عهده بگیرد - حداقل این همان چیزی است که مردم شهر معتقدند.
ژول که با سوء استفاده از نژادپرستی (با مادری سیاه پوست و پدری مرفه جنوبی سفیدپوست) آشنا نبود، با پیشینه ای فرهیخته بزرگ شد، به زبان های انگلیسی و فرانسوی پایه گذاری شده بود، نواختن هارپسیکورد آموزش داده شد، و ظاهراً باهوش و نجیب زاده به نظر می رسید. ظاهر و شیوه، اما برای شناختن مکان کریول خود بزرگ شده است. ژولز (مردم شهر با نام تمسخرآمیز او را جواهر می‌خوانند) سپس متعهد می‌شود که بفهمد واقعاً در شهر چه می‌گذرد و چرا آنها کینه‌ای مرگبار علیه ویور دارند. به طور غیرمنتظره ای، ژول شروع به تحت تاثیر قرار دادن برخی از مردم شهر با شیوه های جنتلمنانه، رفتارهای متمدنانه و اشکال شخصی عدالت خود می کند. او حتی بر برخی از آنها پیروز می شود. جولز در حالی که عاشق روت تلخ شده بود که احساس می کرد ویور به خاطر ترک او برای جنگ به او خیانت کرده بود و در نهایت با مردی که دوستش نداشت ازدواج کرد، متوجه می شود که او اکنون نمی خواهد ویور را بکشد، بلکه فقط می خواهد او را ترک کند و با روت. ژول در مورد خودش به روت می‌گوید، و با وجود اینکه واضح است که روت چیزهای زیادی برای تحسین کردن در او پیدا می‌کند، اما به او می‌گوید که با او نخواهد رفت.
ژول که از طرد شدن روت ناامید شده است، در شهر بیهوش می دود، اما نه با رها شدن بی رویه. او مشاغلی را هدف قرار می دهد که همگی نشان دهنده آنچه در شهر اشتباه است و آشکارا بیمار هستند. بروستر به طرز جالبی از رهبری شهر برای ایجاد صلح با ویور استفاده می‌کند، زیرا مزرعه ویور را تصاحب می‌کند. او سند را به ویور به مزرعه پس می دهد و پیشنهاد صلح می دهد، اما فقط به شرطی که ویور با تفنگچی، که در حال حاضر شهر را خراب می کند، معامله کند. ویور مردد است، اما بروستر بی‌وجدانه از روت استفاده می‌کند و می‌گوید ژولز، که اکنون شوهرش را شلیک کرده است، در حال حاضر با او تنهاست. ویور که هنوز روت را دوست دارد عصبانی می شود و می پذیرد که با شهر صلح کند و به دنبال جولز برود. با ورود ویور به شهر، جولز در حال آماده شدن برای سوار شدن است. مکزیکی هایی که اکنون دوست شده اند به ژول هشدار داده می شود که مشکلی در راه است.
در این لحظه ویور از راه می رسد و درگیری شدیدی بین آن دو وجود دارد. به زودی برای ویور مشخص می شود که قصد ژولز چیست و بروستر از این موضوع استقبال می کند: او مخفیانه به طرف آن دو می رود و سعی می کند به جولز شلیک کند. صدای شلیک گلوله‌ای شنیده می‌شود که ویور، بروستر و جولز در وسط آن‌ها قرار دارند، اما فقط جولز به‌طور جدی شلیک می‌شود. او ضعیف است اما هنوز اوضاع را کنترل می کند و بروستر را مجبور می کند تا به زانو در بیاید و عذرخواهی کند و تمام جنایات خود را بپذیرد. اکنون برای همه روشن می شود که ژول واقعاً در مورد چه چیزی بوده است. او دست قصاص و کفاره بود. جولز قبل از اینکه بروستر بتواند گواهینامه خود را تکمیل کند می میرد، اما ویور او را مجبور می کند که ادامه دهد. بروستر به دنبال اسلحه می رود و ویور به او شلیک می کند. تمام شهر، سفیدپوستان و مکزیکی‌ها، جولز را احاطه کرده‌اند و با هم جسد او را می‌برند تا دفن شود، در حالی که روت و ویور دست‌هایشان را در هم می‌بندند و به دنبال هم می‌روند.

## بازیگران
- یول برینر: ژول گاسپارد
- جورج سیگال: مت ویور
- جنیس رول: خانم آدامز
- پت هینگل: سم بروستر
- آلفرد رایدر: داک بارکر
- کلیفورد دیوید: کرین آدامز
- گرت کانووی: مک کیور
- برت فرید: کلانتر
- راسل جانسن: جان مدفور